# AN/SQS-26

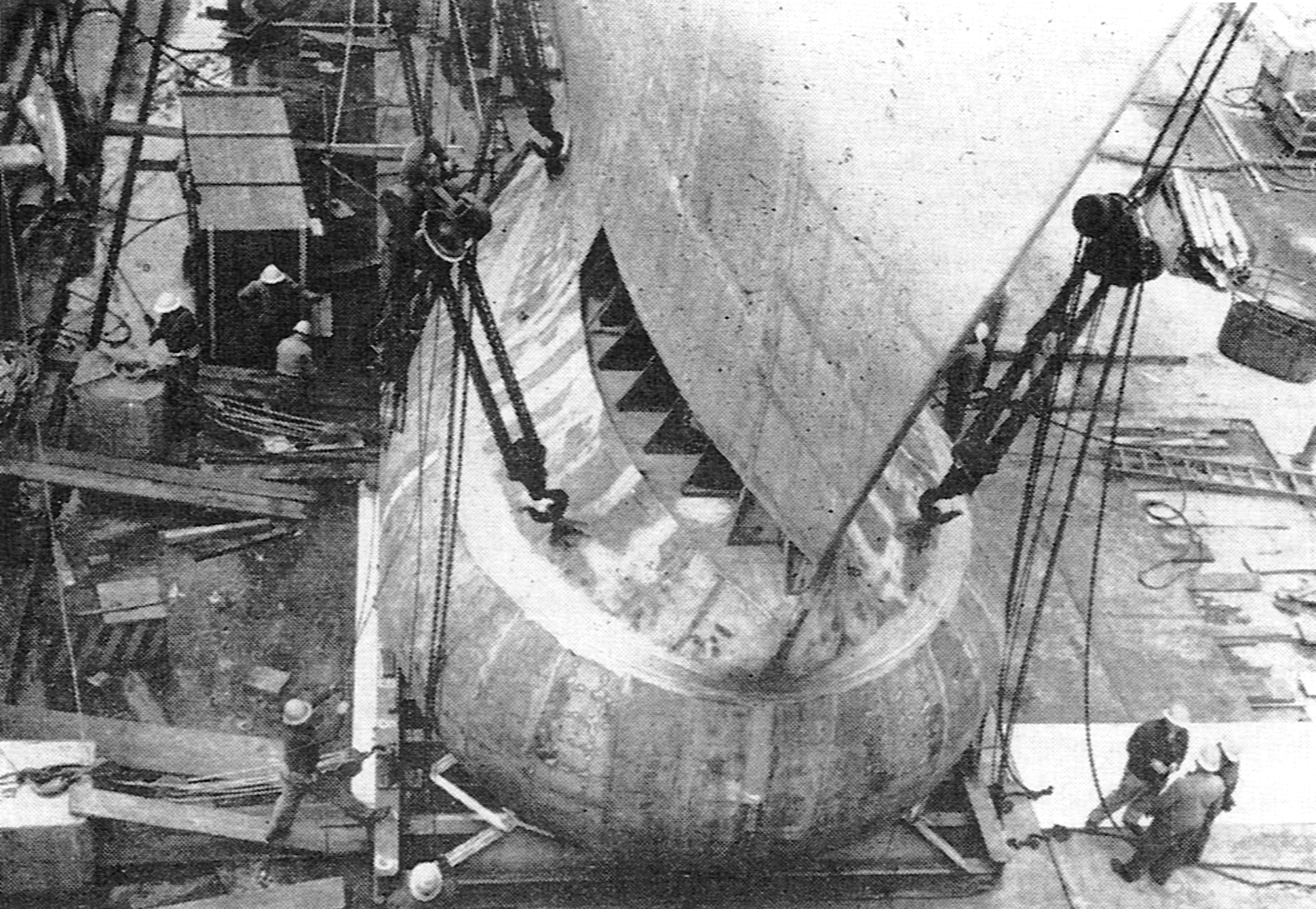
SQS-26 на эскадренном миноносце USS Willis A. Lee (англ.) в 1961 году

AN/SQS-26 — низкочастотный активно/пассивный гидролокатор, устанавливавшийся в носовой части надводных судов ВМС США. В определённый момент времени, число систем, установленных на военных судах США с 1960-х по 1990-е годы выпуска, составляло более 60 единиц, и в данный момент система может продолжать службу на судах, проданных на экспорт.

## Разработка и производство
Устройство разработано Лабораторией подводной акустики флота (англ.) в Ньюпорте (штат Род-Айленд), совместно с частными корпоративными и академическими исследовательскими структурами: Лабораторией прикладных исследований Техасского университета, Остин, Техас (акустические исследования, исследования воздействия нелинейных свойств среды, отражательных характеристик), Розенштилевского института морской и атмосферной науки Университета Майами (Майами, штат Флорида, испытания программно-аппаратного комплекса проекта P/S-5). Производство осуществлялось корпорациями General Electric и EDO Corporation (англ.). Сопряжение гидролокатора с системой управления вооружением Mk 116 для наведения противолодочных средств на цель осуществлялось подразделением корпорации Singer в Глендейле (штат Калифорния).
Работы по модернизации оборудования имеющихся на вооружении ста с лишним AN/SQS-26 в направлении повышения их эксплуатационных характеристик, надёжности, ремонтопригодности, операбельности и эргономичности в рамках проекта S2202 осуществляли:
Казённые исследовательские учреждения
- Управление корабельных систем флота, Вашингтон, округ Колумбия;
- Центр подводных систем флота, Нью-Лондон, Коннектикут;

Частные подрядчики
- General Electric Co., Heavy Military Electronic Equipment Dept., Сиракьюс, Нью-Йорк;
- Edo Corp. Колледж-Пойнт, Лонг-Айленд;
- TRACOR, Inc., Остин, Техас;
- Honeywell, Inc., Marine Systems Center, Уэст-Ковина, Калифорния;
- Sperry Gyroscope Co., Грейт-Нек, Лонг-Айленд;
- Singer Corp., Librascope Div., Глендейл, Калифорния.

## Возможности
Активный/пассивный гидролокатор с прямым ходом звуковой волны, с отражением от дна; возможность пассивного приёма и через зону конвергенции (CZ).

## Модификации и применение

### AN/SQS-26 AXR
- Фрегаты типа «Бронштейн», FF-1037, 1038
- Фрегаты типа «Гарсия», FF-1040, 1041, 1043, 1044, 1045 и FF-1098 (Бывший AGFF-1)
- Фрегаты типа «Брук», FFG-1, 2, 3
- Крейсера типа «Белкнап», CG-26, 27

Изначально гидролокаторы серии AX производились General Electric Heavy Military Electronics. Суффикс «R» обозначает «Retrofit» («модернизированный»), также выпускавшийся GE, после разработки новых AN/SQS-26CX.

### AN/SQS-26 BX
- Фрегаты типа «Гарсия», FF-1046, 1047, 1048, 1049, 1050, 1051
- Фрегаты типа «Брук», FFG-4, 5, 6
- Крейсера типа «Белкнап», CG-28, 29, 30, 31, 32, 33, 34

Производились EDO Corporation.

### AN/SQS-26 CX
- USS Truxtun (CGN-35)
- Фрегаты типа «Нокс», FF-1052…1097
- Ракетные крейсера типа «Калифорния», CGN-36, 37
- Ракетные крейсера типа «Вирджиния», CGN-38, 39, 40, 41

Производились General Electric Heavy Military Electronics.

## AN/SQS-53
Цифровой вариант SQS-26CX